# Miòmer

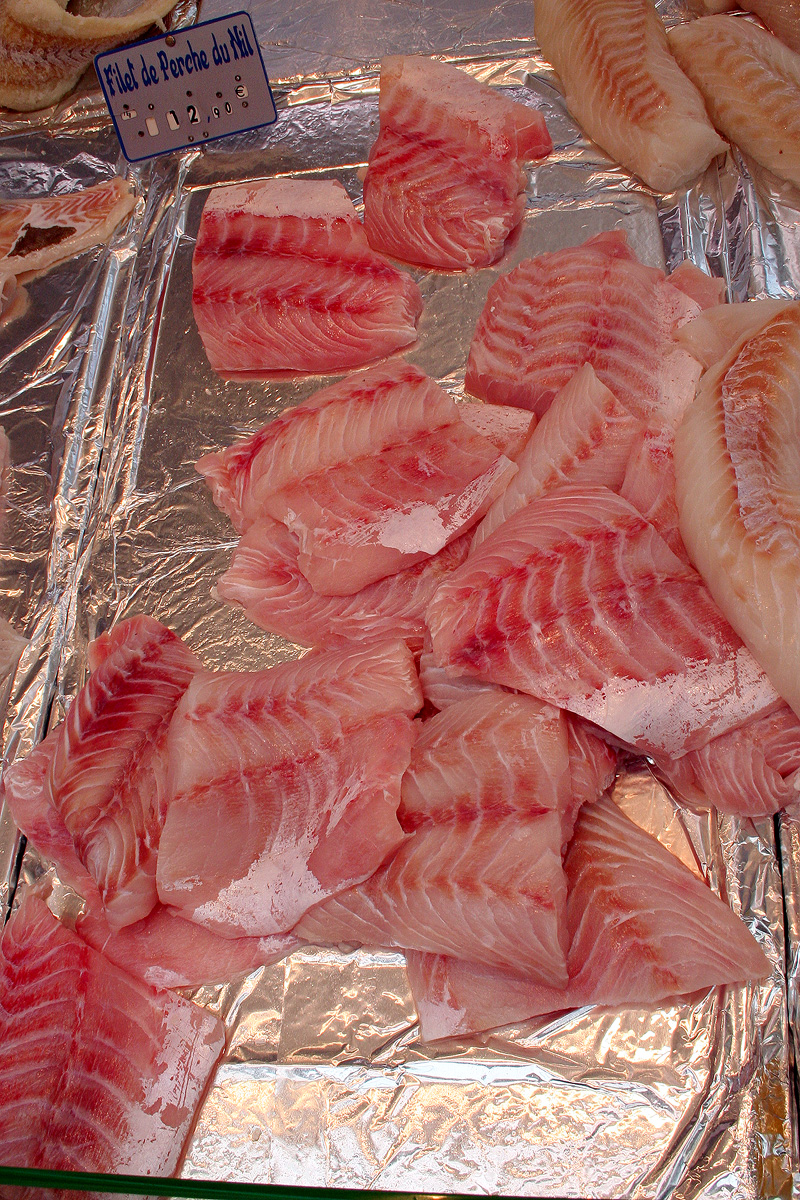
Filets de perca mostrant l'estructura miomèrica

Els miòmers són blocs de teixit de múscul esquelètic que es troba generalment en els cordats. Es la part dorsal de cadascun dels sacs del celoma de l'embrió dels vertebrats, que posteriorment es converteix en els músculs dorsals de l'animal. Són fibres musculars generalment en forma de zig-zag, "W" o "V". El miòmers estan separats entre si per teixits conjunts i són més fàcilment visibles en estadis larvaris de peixos o en el olm. De vegades s'utilitza el recompte de miòmers per identificar espècimens, a causa que el seu número correspon al nombre de vèrtebres en els adults.